# Julius von Auer

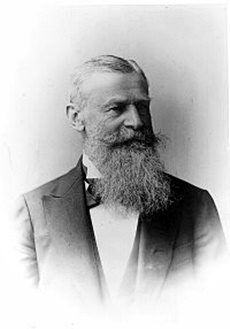
Julius von Auer

Julius von Auer (* 1. Juli 1832 in München, Königreich Bayern; † 10. November 1915 ebenda) war ein hoher bayerischer Verwaltungsbeamter.

## Herkunft und Familie
Er wurde geboren als Sohn des Rechtsanwaltes Michael Nikolaus Ludwig von Auer (1777–1835) und seiner Gattin Anna Maria geb. Pröbstl (1791–1872). Der Vater war mit seiner Familie am 27. Mai 1832 in den erblichen Adelsstand erhoben worden und die Familie nannte sich nach dem 1817 von Johann Maximilian Graf Preysing erworbenen Schloss Aufhausen, mit vollem Namen Auer von Aufhausen. Der Reichsrat, Jurist und Unternehmer Adolf von Auer (1831–1916) sowie der Landtagsabgeordnete Max von Auer (1821–1881) waren die älteren Brüder von Julius.

## Leben und Wirken
Julius von Auer, katholischen Glaubens, legte 1870 die Abiturprüfung am Münchner Maximiliansgymnasium ab, unter anderem mit dem späteren Maler Fritz Baer. Er studierte Jura, trat in den bayerischen Staatsdienst und absolvierte 1857 am Appellationsgericht von Oberbayern seine Assessorenprüfung.
1875 erhielt er die Beförderung zum Bezirksamtmann in Lindau, 1879 wurde er Regierungsrat bei der Regierung von Schwaben und Neuburg, 1888 Ministerialrat. 1892 erfolgte die Ernennung  zum Regierungspräsidenten der Pfalz, 1897 zum Präsidenten der Regierung von Oberbayern. 1902 erhielt Julius von Auer den Rang eines Staatsrats im außerordentlichen Dienst.
In der Zeit als Pfälzischer Regierungspräsident amtierte er als Vorsitzender des Historischen Vereins der Pfalz.
Auer starb 1915 und wurde im Familiengrab auf dem Alten Südlichen Friedhof Münchens beigesetzt.

## Auszeichnungen
Julius von Auer war Inhaber hoher Orden, u. a. trug er das Ritterkreuz des Verdienstordens der Bayerischen Krone, das Ritterkreuz 1. Klasse des Verdienstordens vom Heiligen Michael, das Komturkreuz 1. Klasse des Ordens vom Zähringer Löwen (1894), die Komturstufe des türkischen Osmanje-Ordens (1891), sowie das Großkreuz des belgischen Leopoldsordens (1900).